# Палиенко, Николай Иванович
Николай Иванович Палиенко (1869, Киев — 1937, Харьков) — украинский учёный-юрист и теоретик права; академик АН УССР (с 1930).

## Биография
Потомственный дворянин Киевской губернии. Сын киевского педагога Ивана Степановича Палиенко (1832—1912).
Первые два года обучался в Киевском реальном училище, а в 1882 году перешел в Киевскую 1-ю гимназию, где окончил курс в 1888 году с серебряной медалью. Затем поступил в Университет Св. Владимира на юридический факультет, который окончил в 1892 году с дипломом 1-й степени.
В 1892—1899 годах служил в Киеве. В 1899—1900 годах находился в заграничной командировке (Париж, Гейдельберг, Страсбург) для подготовления к профессорской деятельности, работал над магистерской диссертацией «Суверенитет. Историческое развитие идеи суверенитета и её правовое значение».
В 1899 году, после прочтения вступительной лекции, в звании приват-доцента начал замещать кафедру энциклопедии права в Демидовском юридическом лицее в Ярославле. В 1903 году получил степень магистра государственного права и состоял профессором юридического лицея до 1906 года, когда получил степень доктор права и был избран по конкурсу профессором Харьковского университета. В 1912 году стал проректором университета. Дослужился до чина действительного статского советника.
В 1908 году Палиенко выступил инициатором создания Харьковского коммерческого института, где преподавал со дня его открытия. После реорганизации Харьковских учебных заведений в 1919 году продолжил работу на правовом факультете Харьковского института народного хозяйства, возглавлял научно-исследовательскую кафедру проблем современного права ВУАН.
Он является одним из авторов Конституции УССР.

## Научные интересы
Работы в области общей теории права (создал концепцию психологической теории права), правового государства, государственного и национального суверенитета, федерализма. Науку государственного права он считал, как и все юридические дисциплины, наукой нормативной, подобно логике. Право, по его мнению, — это правила, нормы, выражающие идею не о связи явлений действительного мира, но лишь о должном порядке отношений общественной жизни. При этом право черпает своё содержание из реальной жизни. Таким образом он пытался соединить идеалистические и позитивистские концепции права.

## Награды
- Орден Святой Анны 3-й степени (1 января 1909)

## Сочинения
- Новая психологическая теория права и понятие права. — Ярославль, 1900.
- Суверенитет: Историческое развитие теории суверенитета и её правовое значение. — Ярославль, 1903.
- Учение о существе права и правовой связанности государства. — Харьков, 1908.
- Основные законы и форма правления в России: Юридическое исследование. — Харьков, 1910.
- Областная автономия и федерация. — Харьков, 1917.
- Конфедерации, федерации и Союз социалистических республик. — Одесса, 1923.
- Право громадянства в сучасних федераціях і Союзі РСР. — Харків, 1926.
- Проблема суверенітету сучасної держави. — Харків, 1929.